# Euploea

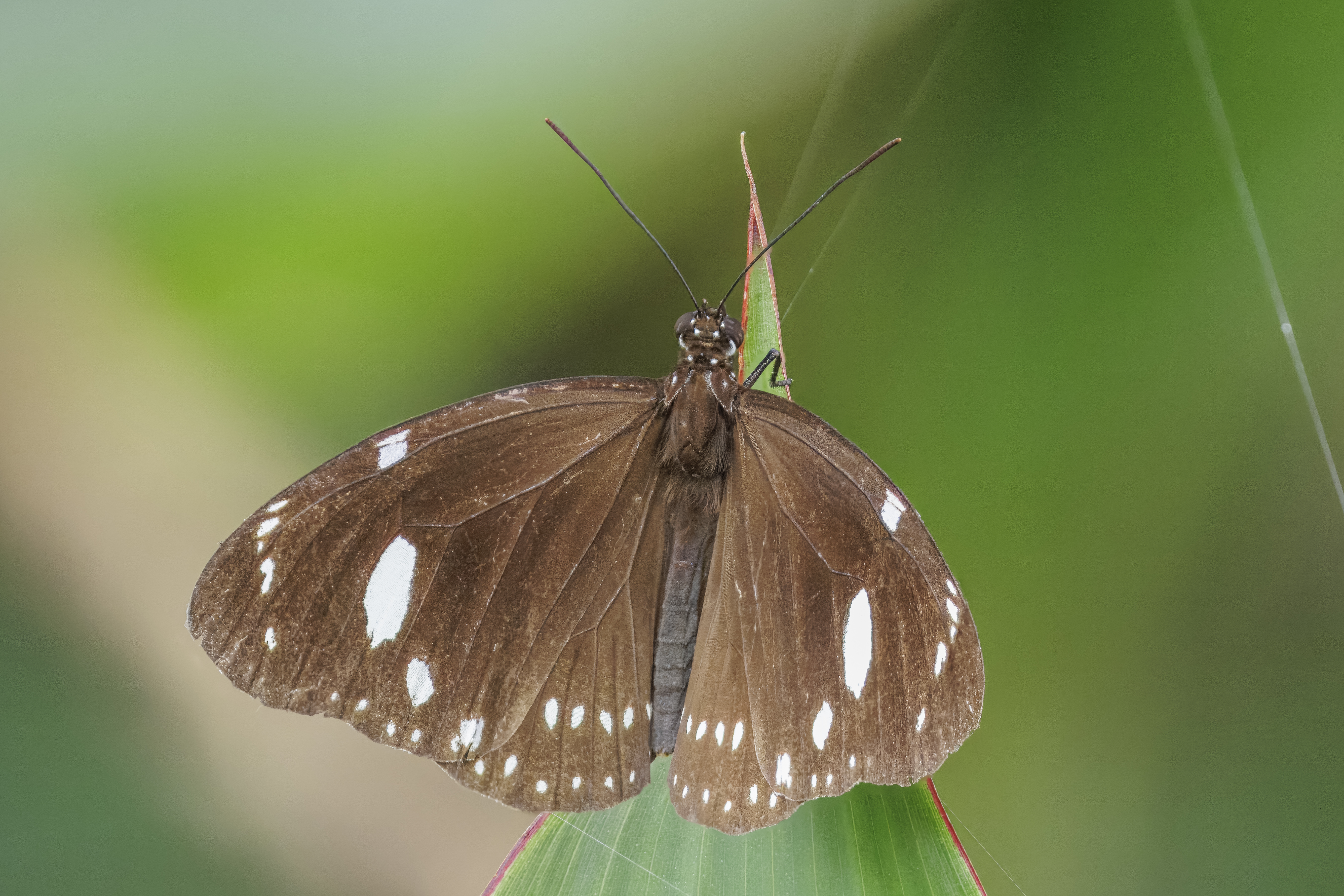
E. lewinii eschscholtzii, Fiji

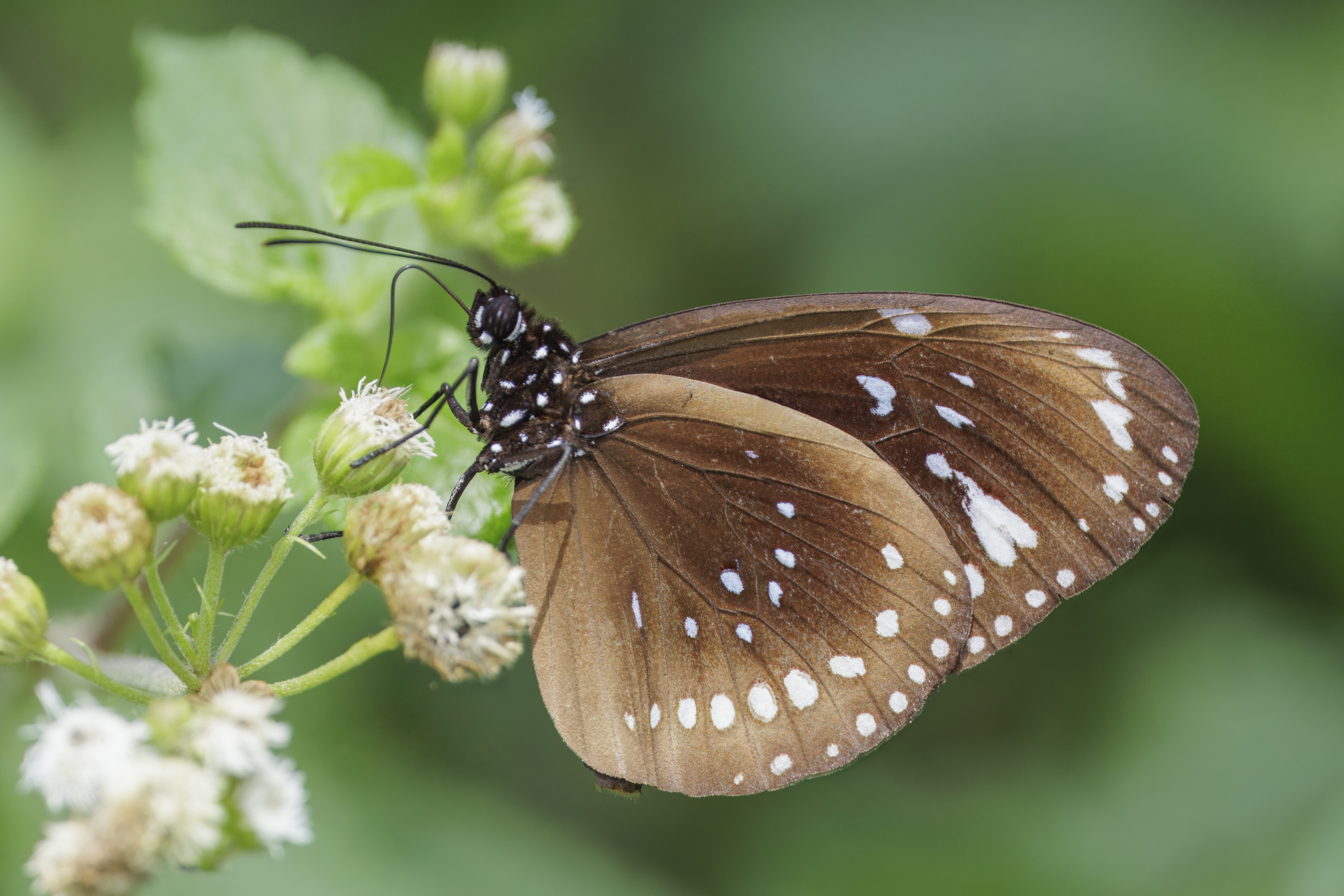
E. lewinii eschscholtzii, Fiji

Euploea hay chi Bướm quạ là một chi bướm trong họ Danainae. Các loài này thường có màu tối, thường là đen, vì vậy chúng thường được gọi là bướm quạ. Giống như các loài trong phân họ của chúng, chúng có độc do ăn cây bông tai và các loại cây độc khác khi còn là ấu trùng. Chúng có màu sắc mang tín hiệu xua đuổi để cảnh báo những kẻ săn mồi không ăn chúng, và những con bướm trưởng thành thường bị bắt chước bởi những loài không liên quan không có độc hoặc ít độc hơn.

## Các loài
Sắp xếp theo bảng chữ cái.
- Euploea albicosta
- Euploea alcathoe
- Euploea algea
- Euploea andamanensis
- Euploea asyllus
- Euploea batesii
- Euploea blossomae
- Euploea boisduvali
- Euploea caespes
- Euploea camaralzeman
- Euploea climena
- Euploea configurata
- Euploea cordelia
- Euploea core
- Euploea crameri
- Euploea darchia
- Euploea dentiplaga
- Euploea desjardinsii
- Euploea doretta
- Euploea doubledayi
- Euploea eboraci
- Euploea eleusina
- Euploea eunice
- Euploea eupator
- Euploea euphon
- Euploea eurianassa
- Euploea eyndhovii
- Euploea gamelia
- Euploea goudotii
- Euploea hewitsonii
- Euploea klugii
- Euploea lacon
- Euploea latifasciata
- Euploea leucostictos
- Euploea lewinii
- Euploea magou
- Euploea martinii
- Euploea midamus
- Euploea mitra
- Euploea modesta
- Euploea morosa
- Euploea mulciber
- Euploea nechos
- Euploea netscheri
- Euploea orontobates

- Euploea phaenareta

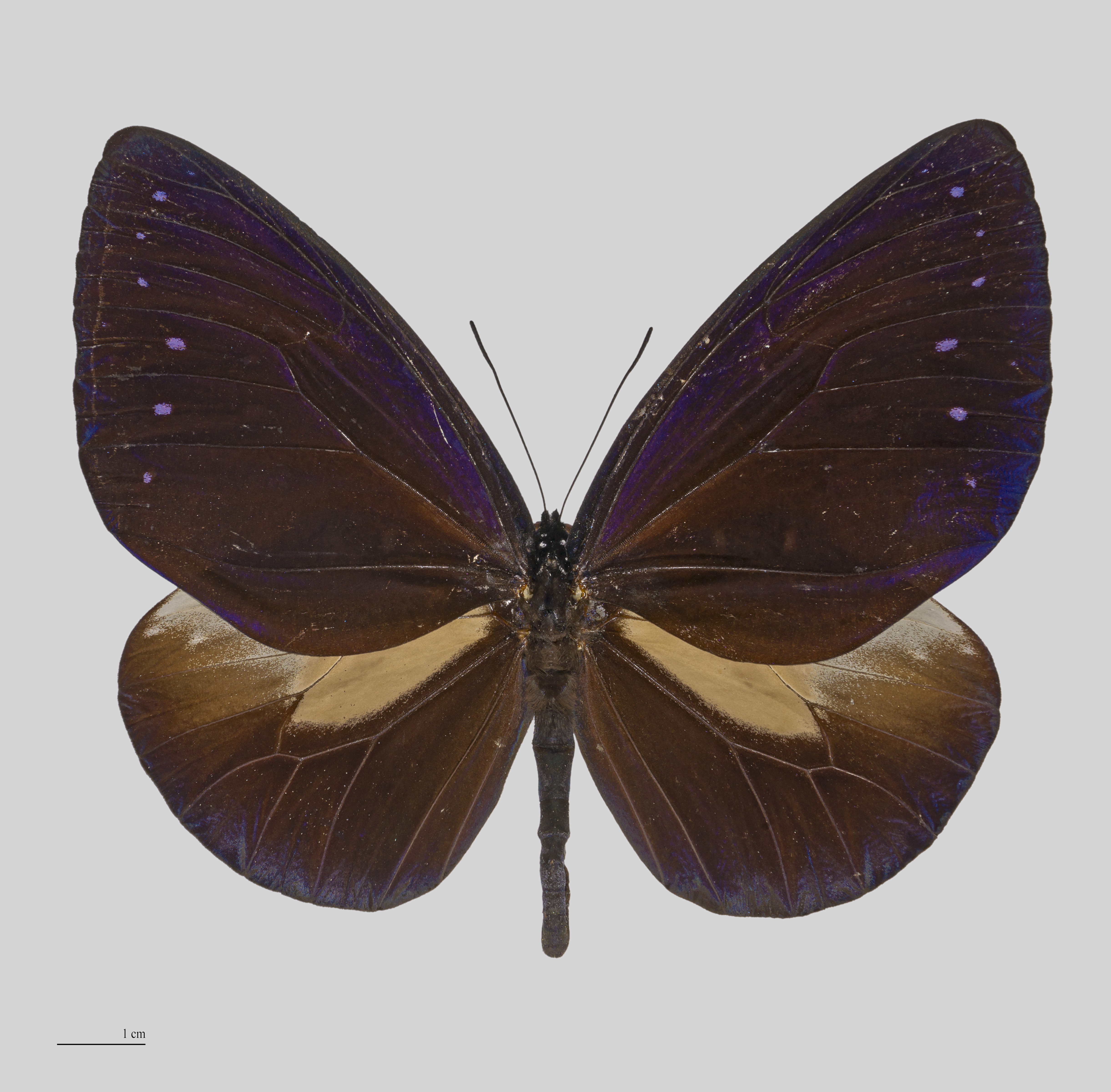
Euploea phaenareta hollandi

  - Euploea phaenareta juvia – tuyệt chủng (1960s)
- Euploea radamanthus
- Euploea redtenbacheri
- ?Euploea rogeri
- Euploea stephensii
- Euploea swainson
- Euploea sylvester
- Euploea tobleri
- Euploea transfixa
- Euploea treitschkei
- Euploea tripunctata
- Euploea tulliolus
- Euploea usipetes
- Euploea wallacei
- Euploea westwoodii